# B.A.D. (Beyond Another Darkness)
《B.A.D.(Beyond Another Darkness)》는 아야사토 케이시가 쓴 라이트 노벨이다. 일러스트는 kona. 패미통 문고에서 발행되었다.

## 스토리
오만하고 냉혹하고 제멋대로인 14살 미소녀 마유즈미 아자카.이능력을 가진 그녀는 붉은 종이 우산을 통해 이계와 연결되어 죽은 자와 대화할 수 있다.
일반적인 의뢰는 거의 취급하지 않는 마유즈미 영능탐정 사무실. 그곳에서 일하는 오다기리 츠토무는 사무실 내에 감도는 달콤한 초콜릿 향기와 소장인 마유즈미 아자카의 제멋대로에 휘둘려 사는 매일에 스트레스를 받는 일상을 보낸다. 그들 앞에 일어나는 기괴한 사건들을 해결한다.

## 등장인물
마유즈미 아자카
이능력을 가진 14살 미소녀. 마유즈미영능탐정사무소 소장이다. 붉은 종이 우산을 매개로 이계로 연결되거나 꿈을 건널 수 있다. 성격은 오만하고 냉혹하며 제멋대로이다. 검은 [고딕 로리타]를 입고 매일 초콜릿을 먹는다.
오빠의 흔적을 쫓는 도중에 '재미있을 것 같다'는 이유로 죽을 뻔한 오다기리를 구해주고 조수로 고용한다.
이능력 일족인 마유즈미 일가의 '살아있는 신'으로 받들어지고,일족을 지배한다. 마유즈미 일가의 기반을 닦았다고 알려진 초대 『아자카』의 재래라고 불릴 만큼 강한 힘을 가지고 있지만, 본인은 우러러보는 존재가 되는 것을 싫어한다.
『아자카』라는 이름은 마유즈미가의 살아 있는 신인 여자아이에게 주어지는 것으로, 이 이름이 주어지기 전에는 다른 이름을 가지고 있다.
오다기리 츠토무
19살.마유즈미 영능탐정사무실의 딱 한 명의 직원. 담배를 많이 피운다.
원래는 평범한 고등학생이었지만, 아자카의 오빠 아사토에 의해 배에 『도깨비』를 품게 된다. 죽기 직전에 우연히 아자카와 만나 살게 된다. 그 뒤 마유즈미 영능탐정사무실에서 일하게 되는데, 아자카의 제멋대로인 성격에 휘둘리고, 싼 월급에 경비는 자신이 내고, 사건내용은 타인의 마음의 어둠을 들여다보는 것뿐인 나날에 스트레스를 받고 있다. 그러나 배에 도깨비가 있는 한 아자카에게서 떨어질 수 없다.
마유즈미 아사토
아자카의 오빠로 선대『아자카』의 친아들. 이능을 가지고 있지만, 그 힘은 기초가 되는 욕망이 없으면 구현화할 수 없다. 항상 여우가면을 쓰고 감색 종이 우산을 가지고 있다.
『아자카』의 지위에 집착하던 선대에 의해,『아자카』를 이을 여자아이로 키워졌지만, 현재 아자카가 나타나서 『아자카』를 받지 못하고 마유즈미가에서 도망간다. 마유즈미가와 아자카에 대항할 원망과 자신의 오락을 위해 여러 가지 괴이를 일으킨다.
사가 유우스케
고등학교 3학년. 아버지의 가정폭력에 의한 스트레스 분출로 친어머니에게 학대를 받고 있었다. 어머니가 죽은 후 맞이한 새어머니 아사코와 여동생 아키와 사이가 좋아 가족으로서의 애정을 가지고 있었다. 그러나 아버지의 가정폭력이 원인으로 아사코는 아키와 함께 죽음으로서 아버지에게 복수할 것을 결의한다. 골격 표본을 만드는 것이 취미로 아사코와 아키의 뼈를 보관하고 있었다.
아버지가 죽은 후 집을 나와 아자카가 사는 마을의 사립학원에 전입했다. 오다기리의 자택아파트에 틀어박혀 있고, 사건에 깊이 관여하고 있다.
미야마 시즈카
오다기리의 고등학교 후배. 문예부 소속. 귀여운 소녀이지만, 부모에게 사랑받지 못하고 자란 탓에 사랑에 굶주리고 있어 좋아하게 된 사람을 일방적으로 따라다니는 행동을 한다.
오다기리를 좋아하게 되어 따뜻한 가정을 가지기를 원했지만 실현되지 않으리라는 것을 깨닫고 투신자살을 한다. 최후의 소망이 '오다기리가 자신의 아이를 가져주는 것'으로 아사토의 이능력에 의해 오다기리는 『도깨비』를 가지게 된다.
우카
시즈카의 소망과 아사토의 이능력에 의해 오다기리의 뱃속에 생긴 『도깨비』. 사념으로 되어있고, 평소에는 오다기리의 배 안에 있다. 처음에는 인간의 갓난아이의 모습이지만 날이 갈수록 성장한다. 배에서 나왔을 때 배로 돌려놓아 구멍을 닫는 것을 아자카만이 할 수 있다.
미나세 시라유키
그린 문자를 구현하는 이능력을 가진 미나세가의 현당주. 당주가 될 때 일족의 규칙에 의해 혀를 빼앗겨 대화는 적어서 한다.
자부심이 강하고 얌전히 행동하는 미소녀이지만, 내면에는 무른 면이 있다. 시대에 뒤떨어진 생활을 하고 있어 세상에 모르는 게 많다. 오다기리에게 호감을 가지고 있다. 자신을 오다기리의 아내라고도 한다.

## 목록
update 15.02.23
- B.A.D. 1 마유즈미는 오늘도 초콜릿을 먹는다
  -  2010년1월30일 발행,ISBN 978-4-04-726286-7
  -  2010년12월9일 발행, ISBN 978-89-252-7255-9

- B.A.D. 2 마유즈미는 결코 신에게 기도하지 않는다
  -  2010년3월29일 발행,ISBN 978-4-04-726444-1
  -  2011년1월12일 발행, ISBN 978-89-252-7355-6

- B.A.D. 3 마유즈미는 동화의 결말을 알고있다
  -  2010년7월30일 발행,ISBN 978-4-04-726656-8
  -  2011년3월9일 발행, ISBN 978-89-252-7618-2

- B.A.D. 4 마유즈미는 자신을 향해 내민 손을 잡지 않는다
  -  2010년11월29일 발행,ISBN 978-4-04-726889-0
  -  2011년7월8일 발행, ISBN 978-89-252-8206-0

- B.A.D.초콜릿 데이즈（1）（단편집）
  -  2011년1월29일 발행,ISBN 978-4-04-727029-9
  -  2011년12월15일 발행예정

- B.A.D. 5 마유즈미는 고양이의 광연을 비웃는다
  -  2011년4월30일 발행,ISBN 978-4-04-727223-1
  -  2012년6월15일 발행,ISBN 978-89-252-9967-9

- B.A.D. 6 마유즈미는 언제든지 무료하게 잠든다　
  -  2011년7월30일 발행,ISBN 978-4-04-727396-2
  -  2013년2월15일 발행,ISBN 978-89-6822-070-8

- B.A.D.초콜릿 데이즈（2）（단편집）
  -  2011년10월30일 발행,ISBN 978-4-04-727583-6

- B.A.D. 7 마유즈미는 인형의 슬픔을 돌아보지 않는다.
  -  2012년1월30일 발행,ISBN 978-4-04-727791-5
  -  2013년2월15일 발행,ISBN 979-11-562-5218-4

- B.A.D. 8 마유즈미는 해골에 꽃을 바치지 않는다.
  -  2012년4월28일 발행,ISBN 978-4-04-727990-2
  -  2014년5월15일 발행,ISBN 979-11-562-5514-7

- B.A.D.초콜릿 데이즈(3)
  -  2012년7월30일 발행,ISBN 978-4-04-728205-6
  -  2015년10월15일 발행
- B.A.D. 9 마유즈미는 인간의 통곡을 그저 바라만본다
  -  2012년10월29일 발행,ISBN 978-4-04-728416-6

- B.A.D. 10 마유즈미는 꿈과 현실의 경계에서 멈춰 선다
  -  2013년1월 30일 발행,ISBN 978-4-04-728657-3

- B.A.D. 11 마유즈미는 붉은 꽃을 흩뜨린다
  -  2013년08월30일 발행,ISBN 978-4-04-729090-7

- B.A.D. 12 마유즈미는 스스로 운명에 미소를 짓는다
  -  2013년12월26일발행,ISBN 978-4-04-729324-3

- B.A.D. 13 그리고, 마유즈미는 내일도 초콜릿을 먹는다
  -  2014년5월30일 발행,ISBN 978-4-04-729667-1

- B.A.D.초콜릿 데이즈(4) 
  -  2014년12월26일 발행,ISBN 978-4-04-730114-6